# Gunnar Ekelund (politiker)
Gunnar Mauritz Hugo Ekelund i riksdagen kallad Ekelund i Hults bruk, född 7 oktober 1850 i Kvillinge död 1 augusti 1928 i Kvillinge, var en svensk godsägare och riksdagsman. Ekelund var riksdagsledamot 1908–1919 i första kammaren.
Han var far till Dagmar Stenbeck.